# Matti Suuronen
Matti Suuronen (14 juin 1933 à Lammi en Finlande – 16 avril 2013 à Espoo en Finlande) est un architecte et designer finlandais né en 1933.

## Galerie

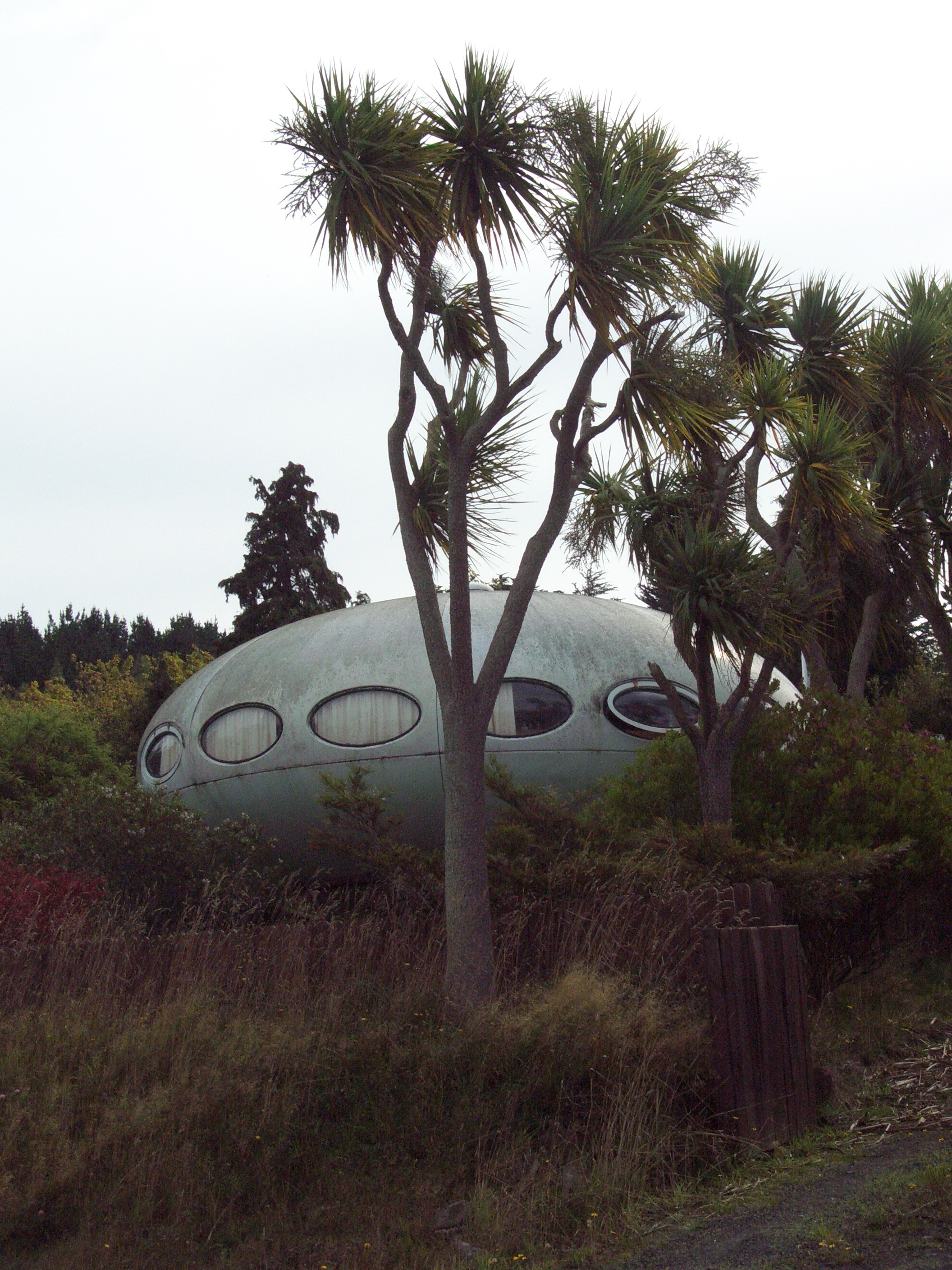
Une maison Futuro à Warrington (Nouvelle-Zélande)
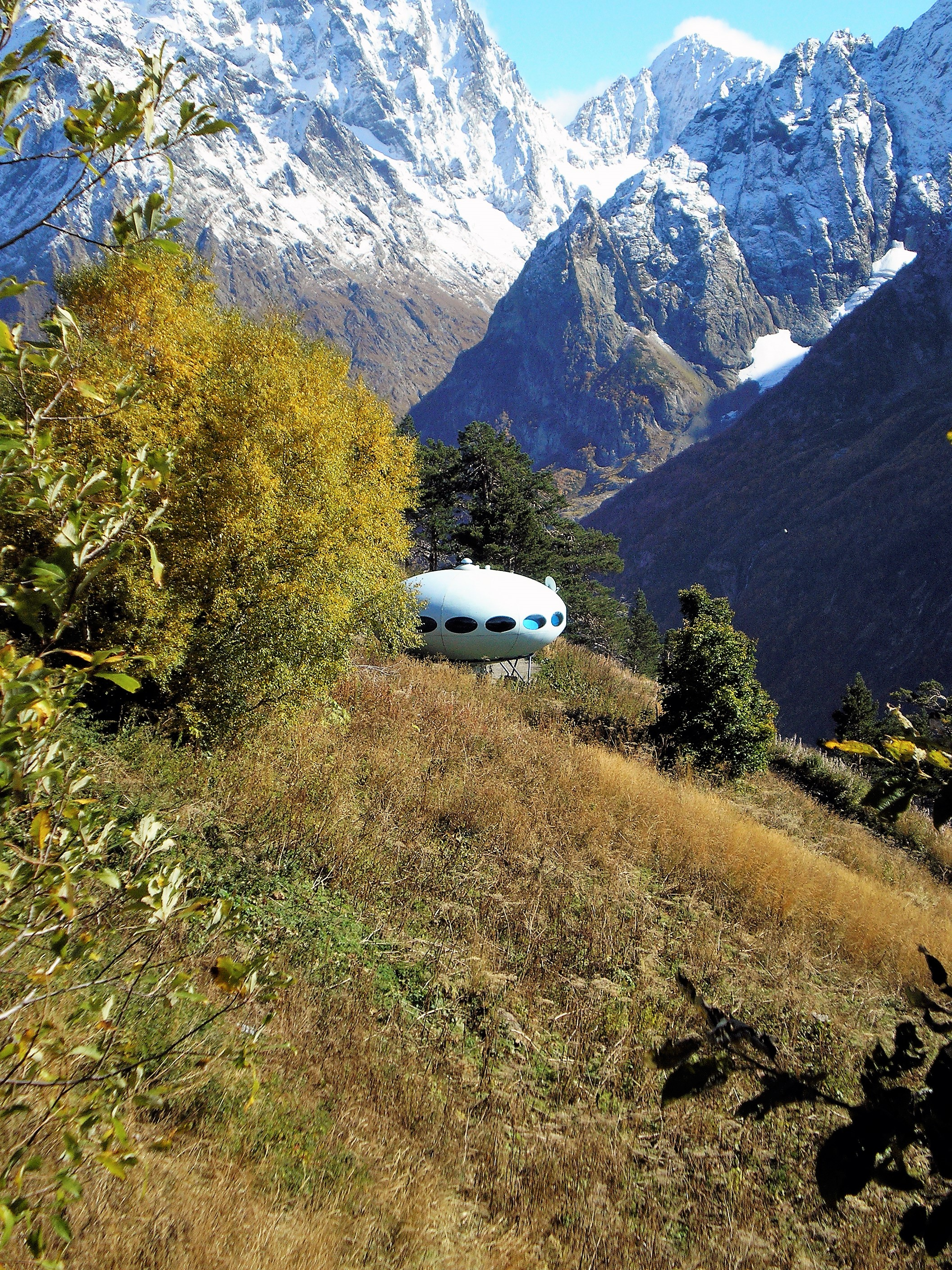
Une maison Futuro à Dombaï, république de Karatchaïévo-Tcherkessie
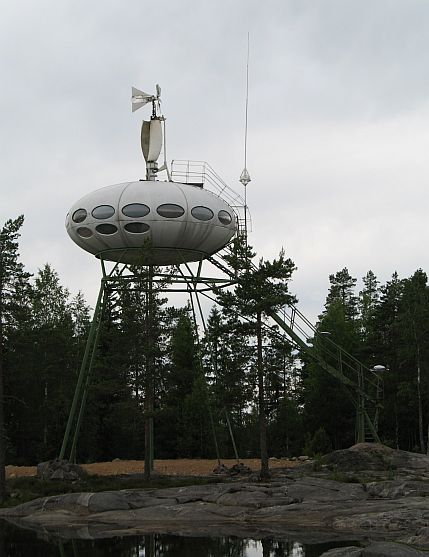
La maison Futuro à Pöytyä
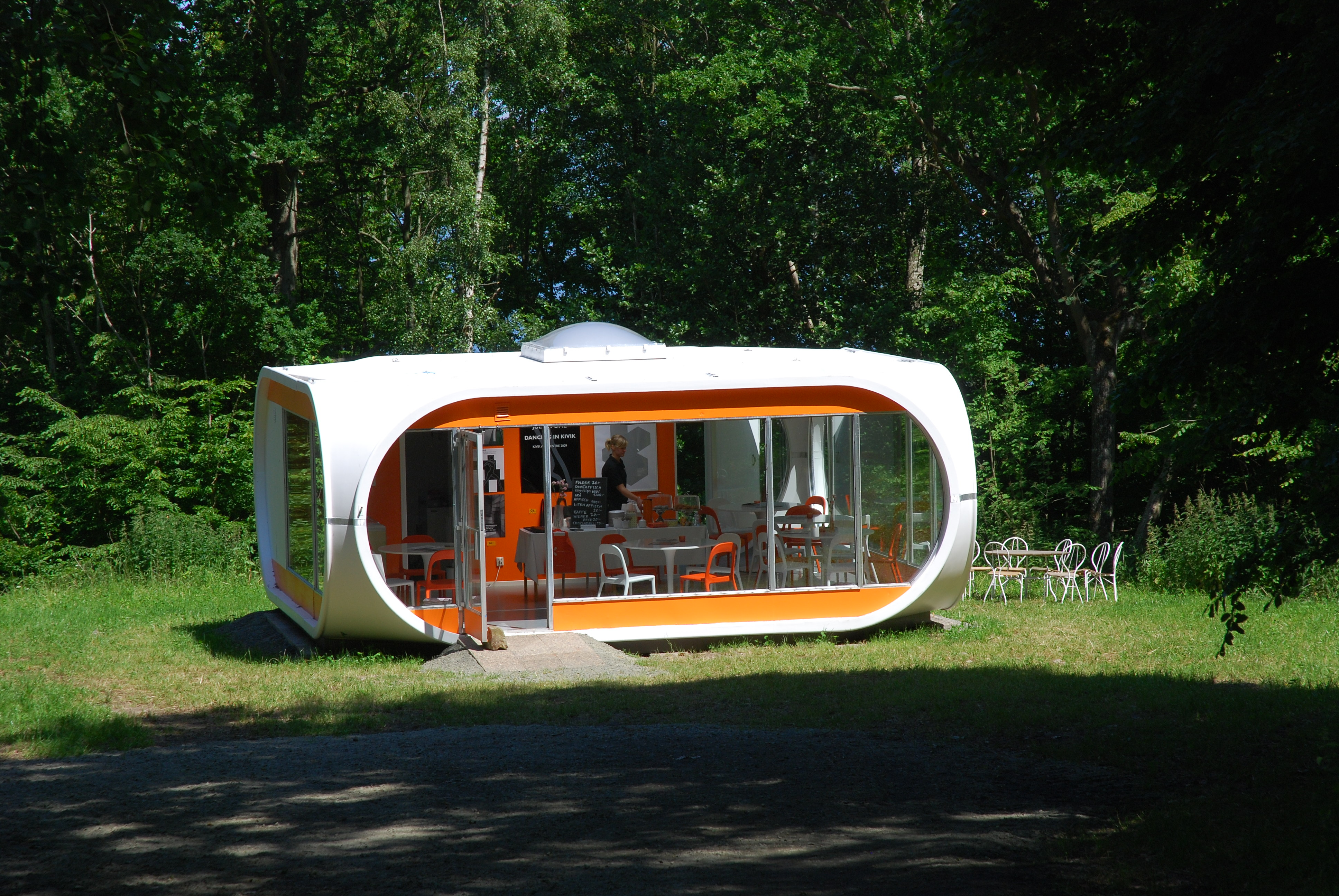
Une maison Venturo à Kivik

## Ouvrages
Il est notamment l'auteur des maisons Futuro et Venturo.
Un exemplaire de sa maison préfabriquée Futuro a été acquis par le musée Boijmans Van Beuningen à Rotterdam en 2007.